# Austslæt
Der Austslæt (norwegisch für Osthang) ist ein 20 km langer Eishang im ostantarktischen Königin-Maud-Land. Im östlichen Teil des Gebirges Sør Rondane liegt er auf der Nordseite der Balchenfjella.
Norwegische Wissenschaftler benannten ihn.